# Élections présidentielles sous la Cinquième République dans l'Eure
Depuis l'adoption de la Constitution de la Cinquième République française en 1958, dix élections présidentielles ont eu lieu afin d'élire le président de la République. Cette page présente les résultats de ces élections dans l'Eure.

## Synthèse des résultats du second tour
Jusqu'en 2007, l'Eure vote selon la tendance de la France. En 2012 le département place en tête Nicolas Sarkozy (52,45 %) devant François Hollande (51,64 %). En 2017, Emmanuel Macron obtient 12 points de moins qu'au niveau national.
| 2022 | Emmanuel Macron (48,62 %) (France : 58,55 %) | Marine Le Pen (51,38 %) (France : 41,45 %) | 75,75 % (France : 71,99 %) | 6,11 % (France : 6,23 %) |

| 2017 | Emmanuel Macron (54,35 %) (France : 66,10 %) | Marine Le Pen (45,65 %) (France : 33,90 %) | 77,24 % (France : 77,77 %) | 2 % (France : 2,47 %) |

| 2012 | François Hollande (47,55 %) (France : 51,64 %) | Nicolas Sarkozy (52,45 %) (France : 48,36 %) | 81,51 % (France : 80,35 %) | 1,79 % (France : 5,82 %) |

| 2007 | Nicolas Sarkozy (57,37 %) (France : 53,06 %) | Ségolène Royal (42,63 %) (France : 46,94 %) | 84,43 % (France : 83,97 %) | 1,35 % (France : 4,20 %) |

| 2002 | Jacques Chirac (78,22 %) (France : 82,21 %) | J.-M. Le Pen (21,78 %) (France : 17,79 %) | 74,24 % (France : 79,71 %) | 3,39 % (France : 3,38 %) |

| 1995 | Jacques Chirac (52,97 %) (France : 52,64 %) | Lionel Jospin (47,03 %) (France : 47,36 %) | 80,93 % (France : 78,38 %) | 2,83 % (France : 2,81 %) |

| 1988 | François Mitterrand (55,58 %) (France : 54,02 %) | Jacques Chirac (44,42 %) (France : 45,98 % %) | 83 % (France : 81,35 %) | 2,3 % (France : 2,00 %) |

| 1981 | François Mitterrand (51,04 %) (France : 51,76 %) | Valéry Giscard d'Estaing (48,96 %) (France : 48,24 %) | 83,76 % (France : 81,09 %) | 1,72 % (France : 1,62 %) |

| 1974 | Valéry Giscard d'Estaing (50,98 %) (France : 50,81 %) | François Mitterrand (49,02 %) (France : 49,19 %) | 87,02 % (France : 84,23 %) | 0,94 % (France : 0,92 %) |

| 1969 | Georges Pompidou (53,05 %) (France : 58,21 %) | Alain Poher (46,95 %) (France : 41,79 %) | 80,61 % (France : 77,59 %) | 1,18 % (France : 1,29 %) |

| 1965 | Charles de Gaulle (55,83 %) (France : 55,20 %) | François Mitterrand (44,17 %) (France : 44,80 %) | 87,46 % (France : 84,75 %) | 1,02 % (France : 1,01 %) |

|  | ▲ |

## Résultats détaillés par scrutin

### 2022
Arrivé en tête du premier tour, le président sortant Emmanuel Macron (27,85 %) affronte Marine Le Pen (23,15 %), un duel identique à celui du scrutin de 2017. C'est la deuxième fois qu'un second tour opposant les mêmes candidats à deux scrutins présidentiels consécutifs a lieu après ceux où se sont affrontés Valéry Giscard d'Estaing et François Mitterrand en 1974 et 1981.
En troisième position avec 21,95 % des voix, Jean-Luc Mélenchon réalise le score le plus élevé de ses trois candidatures et arrive largement en tête de la gauche, mais échoue à accéder au second tour, avec environ 400 000 voix de moins que Marine Le Pen.
Une nouvelle fois, les partis politiques traditionnels sont absents du second tour, dans des proportions encore plus importantes que lors de la précédente élection. Le Parti socialiste et Les Républicains, représentés respectivement par Anne Hidalgo et Valérie Pécresse, s'effondrent avec des scores historiquement faibles et n'atteignent pas le seuil des 5 %, condition permettant d'être remboursé des frais de campagne.
Le second tour voit Emmanuel Macron l'emporter par 58,55 % des suffrages exprimés, permettant ainsi au président sortant d'entamer un second mandat. Le septennat ayant été aboli en 2000, il devient ainsi le premier président de la République française à être réélu pour un deuxième quinquennat, le deuxième président de la Cinquième République réélu hors période de cohabitation et le quatrième président de la Cinquième République réélu.
Dans l'Eure, Marine Le Pen arrive en tête du premier tour avec 32,29% des exprimés, suivie de Emmanuel Macron (26,05%),Jean-Luc Mélenchon (17,43%) , Éric Zemmour (6,56%) et Valérie Pécresse (4,25%). Au second tour, les électeurs ont voté à 51,38% pour Marine Le Pen contre 48,62% pour  Emmanuel Macron  avec un taux de participation de 75,75% des inscrits.
| Candidats                | Candidats                | Partis                   | Premier tour | Premier tour | Second tour | Second tour |
| Candidats                | Candidats                | Partis                   | Voix         | %            | Voix        | %           |
| ------------------------ | ------------------------ | ------------------------ | ------------ | ------------ | ----------- | ----------- |
|                          | Marine Le Pen            | RN                       | 102 952      | 32,29        | 155 086     | 51,38       |
|                          | Emmanuel Macron          | LREM                     | 83 058       | 26,05        | 146 751     | 48,62       |
|                          | Jean-Luc Mélenchon       | LFI                      | 55 571       | 17,43        |             |             |
|                          | Éric Zemmour             | REC                      | 20 930       | 6,56         |             |             |
|                          | Valérie Pécresse         | LR                       | 13 552       | 4,25         |             |             |
|                          | Yannick Jadot            | EELV                     | 11 477       | 3,60         |             |             |
|                          | Jean Lassalle            | RES                      | 7 768        | 2,44         |             |             |
|                          | Nicolas Dupont-Aignan    | DLF                      | 7 563        | 2,37         |             |             |
|                          | Fabien Roussel           | PCF                      | 7 056        | 2,21         |             |             |
|                          | Anne Hidalgo             | PS                       | 4 027        | 1,26         |             |             |
|                          | Philippe Poutou          | NPA                      | 2 710        | 0,85         |             |             |
|                          | Nathalie Arthaud         | LO                       | 2 197        | 0,69         |             |             |
|                          |                          |                          |              |              |             |             |
| Votes valides            | Votes valides            | Votes valides            | 318 861      | 97,89        | 301 837     | 92,18       |
| Votes blancs             | Votes blancs             | Votes blancs             | 5 085        | 1,56         | 19 537      | 5,97        |
| Votes nuls               | Votes nuls               | Votes nuls               | 1 789        | 0,55         | 6 325       | 1,86        |
| Total                    | Total                    | Total                    | 325 735      | 100          | 327 452     | 100         |
| Abstention               | Abstention               | Abstention               | 106 463      | 24,63        | 104 821     | 24,25       |
| Inscrits / participation | Inscrits / participation | Inscrits / participation | 432 198      | 75,37        | 432 273     | 75,75       |

### 2017
Le premier tour de l'élection présidentielle de 2017 voit s'affronter onze candidats. Emmanuel Macron arrive en tête devant Marine Le Pen et tous deux se qualifient pour le second tour. Néanmoins, avec François Fillon et Jean-Luc Mélenchon, les scores des quatre candidats ayant recueilli le plus de voix sont serrés (4,43 points entre le 1er et le 4e). Pour la première fois, aucun des candidats des deux partis politiques pourvoyeurs jusque-là des présidents de la Ve République, n'est présent au second tour. Celui-ci se tient le dimanche 7 mai et se solde par la victoire d'Emmanuel Macron, avec un total de 20 753 798 bulletins de vote en sa faveur, soit 66,10 % des suffrages exprimés, face à la candidate du Front national, qui recueille 33,90 %. Le scrutin est néanmoins marqué par une forte abstention et par un record de votes blancs ou nuls. 
Dans l'Eure, Marine Le Pen arrive en tête du premier tour avec 29,31 % des exprimés, suivie de Emmanuel Macron (19,89 %), François Fillon (18,84 %), Jean-Luc Mélenchon (17,47 %) et Nicolas Dupont-Aignan (5,67 %). Au second tour, les électeurs ont voté à 54,35 % pour Emmanuel Macron contre 45,65 % pour Marine Le Pen avec un taux de participation de 77,24 % des inscrits.
|             | FN          | Marine Le Pen         | 98 719  | 29,31 %    | 133 417 | 45,65 %    |  |  |
|             | EM          | Emmanuel Macron       | 66 986  | 19,89 %    | 158 858 | 54,35 %    |  |  |
|             | LR          | François Fillon       | 63 436  | 18,84 %    |         |            |  |  |
|             | LFi         | Jean-Luc Mélenchon    | 58 844  | 17,47 %    |         |            |  |  |
|             | DlF         | Nicolas Dupont-Aignan | 19 096  | 5,67 %     |         |            |  |  |
|             | PS          | Benoît Hamon          | 16 999  | 5,05 %     |         |            |  |  |
|             | NPA         | Philippe Poutou       | 3 933   | 1,17 %     |         |            |  |  |
|             | UPR         | François Asselineau   | 2 927   | 0,87 %     |         |            |  |  |
|             | LO          | Nathalie Arthaud      | 2 633   | 0,78 %     |         |            |  |  |
|             | RES         | Jean Lassalle         | 2 602   | 0,77 %     |         |            |  |  |
|             | SeP         | Jacques Cheminade     | 602     | 0,18 %     |         |            |  |  |
|             |             |                       |         |            |         |            |  |  |
|             |             |                       | Nombre  | % inscrits | Nombre  | % inscrits |  |  |
| Inscrits    | Inscrits    | Inscrits              | 427 533 |            | 427 522 |            |  |  |
| Abstentions | Abstentions | Abstentions           | 82 215  | 19,23 %    | 97 296  | 22,76 %    |  |  |
| Votants     | Votants     | Votants               | 345 318 | 80,77 %    | 330 226 | 77,24 %    |  |  |
|             |             |                       |         |            |         |            |  |  |
|             |             |                       |         | % votants  |         | % votants  |  |  |
| Blancs      | Blancs      | Blancs                | 6 024   | 1,41 %     | 29 221  | 6,83 %     |  |  |
| Nuls        | Nuls        | Nuls                  | 2 517   | 0,59 %     | 8 730   | 2,04 %     |  |  |
| Exprimés    | Exprimés    | Exprimés              | 336 777 | 78,77 %    | 292 275 | 68,36 %    |  |  |

### 2012
Hollande, désigné par le PS à la suite d'une primaire ouverte, devance Sarkozy dès le premier tour de l'élection présidentielle de 2012 : c'est la première fois qu'un président sortant est ainsi devancé. Au second tour, Sarkozy est battu mais par un écart plus faible qu'attendu.
Dans l'Eure, Nicolas Sarkozy arrive en tête du premier tour avec 27,78 % des exprimés, suivi de François Hollande (24,65 %), Marine Le Pen (22,75 %), Jean-Luc Mélenchon (10,34 %) et François Bayrou (8,41 %). Au second tour, les électeurs ont voté à 47,55 % pour François Hollande contre 52,45 % pour Nicolas Sarkozy avec un taux de participation de 81,44 % des inscrits.
|                | UMP            | Nicolas Sarkozy       | 92 910  | 27,78 %    | 166 949 | 52,45 %    |  |  |
|                | PS             | François Hollande     | 82 464  | 24,65 %    | 151 327 | 47,55 %    |  |  |
|                | FN             | Marine Le Pen         | 76 104  | 22,75 %    |         |            |  |  |
|                | FG             | Jean-Luc Mélenchon    | 34 572  | 10,34 %    |         |            |  |  |
|                | MoDem          | François Bayrou       | 28 144  | 8,41 %     |         |            |  |  |
|                | DLF            | Nicolas Dupont-Aignan | 7 074   | 2,11 %     |         |            |  |  |
|                | EELV           | Eva Joly              | 5 544   | 1,66 %     |         |            |  |  |
|                | NPA            | Philippe Poutou       | 4 584   | 1,37 %     |         |            |  |  |
|                | LO             | Nathalie Arthaud      | 2 189   | 0,65 %     |         |            |  |  |
|                | S&P            | Jacques Cheminade     | 890     | 0,27 %     |         |            |  |  |
|                |                |                       |         |            |         |            |  |  |
|                |                |                       | Nombre  | % inscrits | Nombre  | % inscrits |  |  |
| Inscrits       | Inscrits       | Inscrits              | 417 830 |            | 417 805 |            |  |  |
| Abstentions    | Abstentions    | Abstentions           | 77 270  | 18,49 %    | 77 533  | 18,56 %    |  |  |
| Votants        | Votants        | Votants               | 340 560 | 81,51 %    | 340 272 | 81,44 %    |  |  |
|                |                |                       |         |            |         |            |  |  |
|                |                |                       |         | % votants  |         | % votants  |  |  |
| Blancs ou nuls | Blancs ou nuls | Blancs ou nuls        | 6 085   | 1,79 %     | 21 996  | 6,46 %     |  |  |
| Exprimés       | Exprimés       | Exprimés              | 334 475 | 98,21 %    | 318 276 | 98,21 %    |  |  |

### 2007
Au premier tour de l'élection présidentielle de 2007, Sarkozy réussit à capter une partie des voix de Le Pen et arrive largement en tête. Royal est la première femme qualifiée pour le second tour d'une élection présidentielle. Elle est battue avec une avance de 6 points.
Dans l'Eure, Nicolas Sarkozy arrive en tête du premier tour avec 31,41 % des exprimés, suivi de Ségolène Royal (21,24 %), François Bayrou (18,23 %), Jean-Marie Le Pen (13,2 %) et Olivier Besancenot (4,98 %). Au second tour, les électeurs ont voté à 57,37 % pour Nicolas Sarkozy contre 42,63 % pour Ségolène Royal avec un taux de participation de 85,07 % des inscrits.
|                | UMP            | Nicolas Sarkozy      | 105 755 | 31,41 %    | 188 416 | 57,37 %    |  |  |
|                | PS             | Ségolène Royal       | 71 524  | 21,24 %    | 139 980 | 42,63 %    |  |  |
|                | UDF            | François Bayrou      | 61 377  | 18,23 %    |         |            |  |  |
|                | FN             | Jean-Marie Le Pen    | 44 462  | 13,2 %     |         |            |  |  |
|                | LCR            | Olivier Besancenot   | 16 775  | 4,98 %     |         |            |  |  |
|                | MPF            | Philippe de Villiers | 9 543   | 2,83 %     |         |            |  |  |
|                | GPA            | Marie-George Buffet  | 6 223   | 1,85 %     |         |            |  |  |
|                | LO             | Arlette Laguiller    | 5 637   | 1,67 %     |         |            |  |  |
|                | CPNT           | Frédéric Nihous      | 5 428   | 1,61 %     |         |            |  |  |
|                | Les Verts      | Dominique Voynet     | 4 854   | 1,44 %     |         |            |  |  |
|                | SE             | José Bové            | 3 940   | 1,17 %     |         |            |  |  |
|                | CNRSP          | Gérard Schivardi     | 1 192   | 0,35 %     |         |            |  |  |
|                |                |                      |         |            |         |            |  |  |
|                |                |                      | Nombre  | % inscrits | Nombre  | % inscrits |  |  |
| Inscrits       | Inscrits       | Inscrits             | 404 264 |            | 403 691 |            |  |  |
| Abstentions    | Abstentions    | Abstentions          | 62 946  | 15,57 %    | 60 275  | 14,93 %    |  |  |
| Votants        | Votants        | Votants              | 341 318 | 84,43 %    | 343 416 | 85,07 %    |  |  |
|                |                |                      |         |            |         |            |  |  |
|                |                |                      |         | % votants  |         | % votants  |  |  |
| Blancs ou nuls | Blancs ou nuls | Blancs ou nuls       | 4 608   | 1,35 %     | 15 020  | 4,37 %     |  |  |
| Exprimés       | Exprimés       | Exprimés             | 336 710 | 98,65 %    | 328 396 | 95,63 %    |  |  |

### 2002
Après cinq années de cohabitation, un duel est attendu entre Chirac et le Premier ministre Jospin lors de l'élection présidentielle de 2002, mais, à la surprise générale, ce dernier est devancé par Le Pen au premier tour. Au second tour, Chirac bénéficie du ralliement de la gauche et reçoit un score sans précédent. Il s'agit de la première élection pour un mandat de cinq ans et non plus sept.
Dans l'Eure, Jean-Marie  Le Pen arrive en tête du premier tour avec 19,58 % des exprimés, suivi de Jacques  Chirac (19,32 %), Lionel  Jospin (13,91 %), Arlette Laguiller (6,87 %) et François Bayrou (6,48 %). Au second tour, les électeurs ont voté à 78,22 % pour Jacques  Chirac contre 21,78 % pour Jean-Marie  Le Pen avec un taux de participation de 80,74 % des inscrits.
|                | FN             | Jean-Marie Le Pen       | 53 120  | 19,58 %    | 62 939  | 21,78 %    |  |  |
|                | RPR            | Jacques Chirac          | 52 433  | 19,32 %    | 226 076 | 78,22 %    |  |  |
|                | PS             | Lionel Jospin           | 37 737  | 13,91 %    |         |            |  |  |
|                | LO             | Arlette Laguiller       | 18 640  | 6,87 %     |         |            |  |  |
|                | UDF            | François Bayrou         | 17 574  | 6,48 %     |         |            |  |  |
|                | CPNT           | Jean Saint-Josse        | 14 104  | 5,2 %      |         |            |  |  |
|                | MC             | Jean-Pierre Chevènement | 12 672  | 4,67 %     |         |            |  |  |
|                | LCR            | Olivier Besancenot      | 12 634  | 4,66 %     |         |            |  |  |
|                | Les Verts      | Noël Mamère             | 11 909  | 4,39 %     |         |            |  |  |
|                | DL             | Alain Madelin           | 10 126  | 3,73 %     |         |            |  |  |
|                | PC             | Robert Hue              | 8 007   | 2,95 %     |         |            |  |  |
|                | MNR            | Bruno Mégret            | 7 990   | 2,94 %     |         |            |  |  |
|                | PRG            | Christiane Taubira      | 5 217   | 1,92 %     |         |            |  |  |
|                | Cap21          | Corinne Lepage          | 5 100   | 1,88 %     |         |            |  |  |
|                | FRS            | Christine Boutin        | 2 555   | 0,94 %     |         |            |  |  |
|                | PT             | Daniel Gluckstein       | 1 523   | 0,56 %     |         |            |  |  |
|                |                |                         |         |            |         |            |  |  |
|                |                |                         | Nombre  | % inscrits | Nombre  | % inscrits |  |  |
| Inscrits       | Inscrits       | Inscrits                | 378 328 |            | 378 243 |            |  |  |
| Abstentions    | Abstentions    | Abstentions             | 97 453  | 25,76 %    | 72 850  | 19,26 %    |  |  |
| Votants        | Votants        | Votants                 | 280 875 | 74,24 %    | 305 393 | 80,74 %    |  |  |
|                |                |                         |         |            |         |            |  |  |
|                |                |                         |         | % votants  |         | % votants  |  |  |
| Blancs ou nuls | Blancs ou nuls | Blancs ou nuls          | 9 534   | 3,39 %     | 16 378  | 5,36 %     |  |  |
| Exprimés       | Exprimés       | Exprimés                | 271 341 | 96,61 %    | 289 015 | 94,64 %    |  |  |

### 1995
Après une nouvelle cohabitation et alors que la droite est particulièrement divisée entre Chirac et le Premier ministre Balladur, Jospin réussit à arriver en tête au premier tour de l'élection présidentielle de 1995, malgré la très lourde défaite de la gauche aux législatives de 1993. Au second tour, il est battu par Chirac.
Dans l'Eure, Lionel Jospin arrive en tête du premier tour avec 20,69 % des exprimés, suivi de Jacques Chirac (19,48 %), Édouard Balladur (18,68 %), Jean-Marie Le Pen (18,37 %) et Robert Hue (8,53 %). Au second tour, les électeurs ont voté à 52,97 % pour Jacques Chirac contre 47,03 % pour Lionel Jospin avec un taux de participation de 81,01 % des inscrits.
|                | PS             | Lionel Jospin        | 58 464  | 20,69 %    | 128 025 | 47,03 %    |  |  |
|                | RPR            | Jacques Chirac       | 55 050  | 19,48 %    | 144 194 | 52,97 %    |  |  |
|                | RPR            | Édouard Balladur     | 52 784  | 18,68 %    |         |            |  |  |
|                | FN             | Jean-Marie Le Pen    | 51 898  | 18,37 %    |         |            |  |  |
|                | PC             | Robert Hue           | 24 111  | 8,53 %     |         |            |  |  |
|                | LO             | Arlette Laguiller    | 16 043  | 5,68 %     |         |            |  |  |
|                | MPF            | Philippe de Villiers | 14 790  | 5,23 %     |         |            |  |  |
|                | Les Verts      | Dominique Voynet     | 8 560   | 3,03 %     |         |            |  |  |
|                | S&P            | Jacques Cheminade    | 871     | 0,31 %     |         |            |  |  |
|                |                |                      |         |            |         |            |  |  |
|                |                |                      | Nombre  | % inscrits | Nombre  | % inscrits |  |  |
| Inscrits       | Inscrits       | Inscrits             | 359 333 |            | 359 154 |            |  |  |
| Abstentions    | Abstentions    | Abstentions          | 68 524  | 19,07 %    | 68 213  | 18,99 %    |  |  |
| Votants        | Votants        | Votants              | 290 809 | 80,93 %    | 290 941 | 81,01 %    |  |  |
|                |                |                      |         |            |         |            |  |  |
|                |                |                      |         | % votants  |         | % votants  |  |  |
| Blancs ou nuls | Blancs ou nuls | Blancs ou nuls       | 8 238   | 2,83 %     | 18 722  | 6,43 %     |  |  |
| Exprimés       | Exprimés       | Exprimés             | 282 571 | 97,17 %    | 272 219 | 93,57 %    |  |  |

### 1988
Après deux ans de cohabitation, Mitterrand affronte le Premier ministre Chirac lors de l'élection présidentielle de 1988. Le Pen obtient au premier tour un score jusque-là sans précédent pour un parti d'extrême droite. Au second tour, Mitterrand est facilement réélu.
Dans l'Eure, François Mitterrand arrive en tête du premier tour avec 36,51 % des exprimés, suivi de Jacques Chirac (19,67 %), Raymond Barre (16,35 %), Jean-Marie Le Pen (14,04 %) et André Lajoinie (5,73 %). Au second tour, les électeurs ont voté à 55,58 % pour François Mitterrand contre 44,42 % pour Jacques Chirac avec un taux de participation de 85,39 % des inscrits.
|                | PS                    | François Mitterrand | 99 559  | 36,51 %    | 153 981 | 55,58 %    |  |  |
|                | RPR                   | Jacques Chirac      | 53 637  | 19,67 %    | 123 075 | 44,42 %    |  |  |
|                | SE                    | Raymond Barre       | 44 589  | 16,35 %    |         |            |  |  |
|                | FN                    | Jean-Marie Le Pen   | 38 288  | 14,04 %    |         |            |  |  |
|                | PC                    | André Lajoinie      | 15 611  | 5,73 %     |         |            |  |  |
|                | Les Verts             | Antoine Waechter    | 9 384   | 3,44 %     |         |            |  |  |
|                | LO                    | Arlette Laguiller   | 5 959   | 2,19 %     |         |            |  |  |
|                | Communiste rénovateur | Pierre Juquin       | 4 458   | 1,63 %     |         |            |  |  |
|                | MPT                   | Pierre Boussel      | 1 191   | 0,44 %     |         |            |  |  |
|                |                       |                     |         |            |         |            |  |  |
|                |                       |                     | Nombre  | % inscrits | Nombre  | % inscrits |  |  |
| Inscrits       | Inscrits              | Inscrits            | 336 345 |            | 336 157 |            |  |  |
| Abstentions    | Abstentions           | Abstentions         | 57 186  | 17 %       | 49 107  | 14,61 %    |  |  |
| Votants        | Votants               | Votants             | 279 159 | 83 %       | 287 050 | 85,39 %    |  |  |
|                |                       |                     |         |            |         |            |  |  |
|                |                       |                     |         | % votants  |         | % votants  |  |  |
| Blancs ou nuls | Blancs ou nuls        | Blancs ou nuls      | 6 483   | 2,32 %     | 9 994   | 3,48 %     |  |  |
| Exprimés       | Exprimés              | Exprimés            | 272 676 | 97,68 %    | 277 056 | 96,52 %    |  |  |

### 1981
Lors de l'élection présidentielle de 1981, Giscard d'Estaing arrive en tête au premier tour et affronte, comme la fois précédente, Mitterrand. Pour la première fois, un président sortant est battu : Mitterrand devient le premier président de gauche de la Ve République.
Dans l'Eure, Valéry Giscard d'Estaing arrive en tête du premier tour avec 28,69 % des exprimés, suivi de François Mitterrand (26,64 %), Jacques Chirac (18,79 %), Georges Marchais (13,53 %) et Brice Lalonde (3,54 %). Au second tour, les électeurs ont voté à 50,98 % pour François Mitterrand contre 48,96 % pour Valéry Giscard d'Estaing avec un taux de participation de 88,09 % des inscrits.
|                | UDF            | Valéry Giscard d'Estaing | 72 868  | 28,69 %    | 129 154 | 48,96 %    |  |  |
|                | PS             | François Mitterrand      | 67 676  | 26,64 %    | 134 660 | 51,04 %    |  |  |
|                | RPR            | Jacques Chirac           | 47 723  | 18,79 %    |         |            |  |  |
|                | PC             | Georges Marchais         | 34 375  | 13,53 %    |         |            |  |  |
|                | MEP            | Brice Lalonde            | 8 999   | 3,54 %     |         |            |  |  |
|                | LO             | Arlette Laguiller        | 6 969   | 2,74 %     |         |            |  |  |
|                | MRG            | Michel Crépeau           | 5 799   | 2,28 %     |         |            |  |  |
|                | Divers droite  | Michel Debré             | 4 004   | 1,58 %     |         |            |  |  |
|                | Divers droite  | Marie-France Garaud      | 3 352   | 1,32 %     |         |            |  |  |
|                | PSU            | Huguette Bouchardeau     | 2 244   | 0,88 %     |         |            |  |  |
|                |                |                          |         |            |         |            |  |  |
|                |                |                          | Nombre  | % inscrits | Nombre  | % inscrits |  |  |
| Inscrits       | Inscrits       | Inscrits                 | 308 565 |            | 307 962 |            |  |  |
| Abstentions    | Abstentions    | Abstentions              | 50 119  | 16,24 %    | 36 673  | 11,91 %    |  |  |
| Votants        | Votants        | Votants                  | 258 446 | 83,76 %    | 271 289 | 88,09 %    |  |  |
|                |                |                          |         |            |         |            |  |  |
|                |                |                          |         | % votants  |         | % votants  |  |  |
| Blancs ou nuls | Blancs ou nuls | Blancs ou nuls           | 4 437   | 1,72 %     | 7 475   | 2,76 %     |  |  |
| Exprimés       | Exprimés       | Exprimés                 | 254 009 | 98,28 %    | 263 814 | 97,24 %    |  |  |

### 1974
L'élection présidentielle de 1974 est une élection anticipée à la suite de la mort de Pompidou. Mitterrand, candidat unique de la gauche, est largement en tête au premier tour devant Giscard d'Estaing, qui distance lui-même Chaban-Delmas. Au terme d'une campagne animée, marquée par un débat télévisé tendu, Giscard d'Estaing l'emporte avec une très courte avance.
Dans l'Eure, François Mitterrand arrive en tête du premier tour avec 42,62 % des exprimés, suivi de Valéry Giscard d'Estaing (33,65 %), Jacques Chaban-Delmas (14,77 %), Arlette Laguiller (2,71 %) et Jean Royer (2,66 %). Au second tour, les électeurs ont voté à 50,98 % pour Valéry Giscard d'Estaing contre 49,02 % pour François Mitterrand avec un taux de participation de 89,45 % des inscrits.
|                | PS             | François Mitterrand       | 87 846  | 42,62 %    | 103 505 | 49,02 %    |  |  |
|                | RI             | Valéry Giscard d'Estaing' | 69 367  | 33,65 %    | 107 626 | 50,98 %    |  |  |
|                | UDR            | Jacques Chaban-Delmas     | 30 443  | 14,77 %    |         |            |  |  |
|                | LO             | Arlette Laguiller         | 5 585   | 2,71 %     |         |            |  |  |
|                | SE             | Jean Royer                | 5 492   | 2,66 %     |         |            |  |  |
|                | SE, écologiste | René Dumont               | 2 606   | 1,26 %     |         |            |  |  |
|                | FN             | Jean-Marie Le Pen         | 1 654   | 0,8 %      |         |            |  |  |
|                | MDSF           | Émile Muller              | 1 372   | 0,67 %     |         |            |  |  |
|                | FCR            | Alain Krivine             | 832     | 0,4 %      |         |            |  |  |
|                | NAR            | Bertrand Renouvin         | 418     | 0,2 %      |         |            |  |  |
|                | MFE            | Jean-Claude Sebag         | 385     | 0,19 %     |         |            |  |  |
|                |                |                           |         |            |         |            |  |  |
|                |                |                           | Nombre  | % inscrits | Nombre  | % inscrits |  |  |
| Inscrits       | Inscrits       | Inscrits                  | 239 135 |            | 239 135 |            |  |  |
| Abstentions    | Abstentions    | Abstentions               | 31 048  | 12,98 %    | 25 228  | 10,55 %    |  |  |
| Votants        | Votants        | Votants                   | 208 087 | 87,02 %    | 213 907 | 89,45 %    |  |  |
|                |                |                           |         |            |         |            |  |  |
|                |                |                           |         | % votants  |         | % votants  |  |  |
| Blancs ou nuls | Blancs ou nuls | Blancs ou nuls            | 1 961   | 0,94 %     | 2 776   | 1,3 %      |  |  |
| Exprimés       | Exprimés       | Exprimés                  | 206 126 | 99,06 %    | 211 131 | 98,7 %     |  |  |

### 1969
L'élection présidentielle de 1969 est une élection anticipée à la suite de la démission de De Gaulle. La gauche se lance désunie dans la course et, bien que Duclos (PCF) manque de le devancer, c'est le président par intérim Poher qui accède au second tour face à l'ex-Premier ministre Pompidou. Alors que Duclos refuse d'appeler à voter au second tour pour « bonnet blanc ou blanc bonnet », Pompidou est finalement largement élu.
Dans l'Eure, Georges Pompidou arrive en tête du premier tour avec 42,69 % des exprimés, suivi de Alain Poher (25,71 %), Jacques Duclos (18,49 %), Gaston Defferre (6,98 %) et Michel Rocard (3,53 %). Au second tour, les électeurs ont voté à 53,05 % pour Georges Pompidou contre 46,95 % pour Alain Poher avec un taux de participation de 73,41 % des inscrits.
|                | UDR            | Georges Pompidou | 75 442  | 42,69 %    | 81 498  | 53,05 %    |  |  |
|                | CD             | Alain Poher      | 45 441  | 25,71 %    | 72 135  | 46,95 %    |  |  |
|                | PC             | Jacques Duclos   | 32 680  | 18,49 %    |         |            |  |  |
|                | SFIO           | Gaston Defferre  | 12 342  | 6,98 %     |         |            |  |  |
|                | PSU            | Michel Rocard    | 6 243   | 3,53 %     |         |            |  |  |
|                | SE             | Louis Ducatel    | 2 711   | 1,53 %     |         |            |  |  |
|                | LC             | Alain Krivine    | 1 855   | 1,05 %     |         |            |  |  |
|                |                |                  |         |            |         |            |  |  |
|                |                |                  | Nombre  | % inscrits | Nombre  | % inscrits |  |  |
| Inscrits       | Inscrits       | Inscrits         | 221 854 |            | 221 812 |            |  |  |
| Abstentions    | Abstentions    | Abstentions      | 43 024  | 19,39 %    | 58 970  | 26,59 %    |  |  |
| Votants        | Votants        | Votants          | 178 830 | 80,61 %    | 162 842 | 73,41 %    |  |  |
|                |                |                  |         |            |         |            |  |  |
|                |                |                  |         | % votants  |         | % votants  |  |  |
| Blancs ou nuls | Blancs ou nuls | Blancs ou nuls   | 2 116   | 1,18 %     | 9 209   | 5,66 %     |  |  |
| Exprimés       | Exprimés       | Exprimés         | 176 714 | 98,82 %    | 153 633 | 94,34 %    |  |  |

### 1965
L'élection présidentielle de 1965 est la première élection au suffrage universel direct à la suite du référendum d'octobre 1962. De Gaulle est mis en ballottage, à la surprise générale, par Mitterrand, candidat unique de la gauche. La campagne du second tour est axée sur l'Europe et les relations internationales ainsi que sur l'armement nucléaire. De Gaulle est finalement réélu avec une large avance.
Dans l'Eure, Charles de Gaulle arrive en tête du premier tour avec 43,89 % des exprimés, suivi de François Mitterrand (29,18 %), Jean Lecanuet (20,33 %), Jean-Louis Tixier-Vignancour (3,84 %) et Pierre Marcilhacy (1,62 %). Au second tour, les électeurs ont voté à 55,83 % pour Charles de Gaulle contre 44,17 % pour François Mitterrand avec un taux de participation de 86,36 % des inscrits.
|                | UNR            | Charles de Gaulle            | 81 262  | 43,89 %    | 99 835  | 55,83 %    |  |  |
|                | CIR            | François Mitterrand          | 54 035  | 29,18 %    | 78 975  | 44,17 %    |  |  |
|                | MRP            | Jean Lecanuet                | 37 640  | 20,33 %    |         |            |  |  |
|                | SE             | Jean-Louis Tixier-Vignancour | 7 119   | 3,84 %     |         |            |  |  |
|                | PLE            | Pierre Marcilhacy            | 3 008   | 1,62 %     |         |            |  |  |
|                | SE             | Marcel Barbu                 | 2 092   | 1,13 %     |         |            |  |  |
|                |                |                              |         |            |         |            |  |  |
|                |                |                              | Nombre  | % inscrits | Nombre  | % inscrits |  |  |
| Inscrits       | Inscrits       | Inscrits                     | 213 877 |            | 213 816 |            |  |  |
| Abstentions    | Abstentions    | Abstentions                  | 26 812  | 12,54 %    | 29 163  | 13,64 %    |  |  |
| Votants        | Votants        | Votants                      | 187 065 | 87,46 %    | 184 653 | 86,36 %    |  |  |
|                |                |                              |         |            |         |            |  |  |
|                |                |                              |         | % votants  |         | % votants  |  |  |
| Blancs ou nuls | Blancs ou nuls | Blancs ou nuls               | 1 909   | 1,02 %     | 5 843   | 3,16 %     |  |  |
| Exprimés       | Exprimés       | Exprimés                     | 185 156 | 98,98 %    | 178 810 | 96,84 %    |  |  |